# Françoise-Josèphe de Portugal
Françoise-Josèphe de Portugal est une princesse portugaise né le 30 janvier 1699 à Lisbonne et morte le 15 juillet 1736 au même lieu.

## Biographie
Fille du roi Pierre II de Portugal et de sa seconde épouse Marie-Sophie de Neubourg. Des pourparlers diplomatiques songent à lui faire épouser le prince héritier de Savoie mais l'adolescent meurt à 16 ans en 1715. L'infante ne se mariera pas et meurt à 37 ans.

## Sources
- Nizza da Silva, Maria Beatriz (2009). Reis de Portugal: D. João V (in Portuguese). Lisbon: Temas & Debates.
- Généalogie des rois et des princes de Jean-Charles Volkmann Edit. Jean-Paul Gisserot (1998)